# اندیس سیاسترگی
سیاسترگی یک اندیس فلزی است که در حوالی شهر سیاستراگی استان سیستان و بلوچستان قرار دارد و مادهٔ معدنی موجود در آن، طلا است.  